# غاوغيرتشمدانة (مقاطعة دورة)
غاوغيرتشمدانة (بالفارسية: گاوگیرچمدانه) هي قرية تقع في قسم كشكان الريفي (مقاطعة دورة) في إيران. يقدر عدد سكانها بـ 497 نسمة بحسب إحصاء 2016.